# Christopher Pugsley

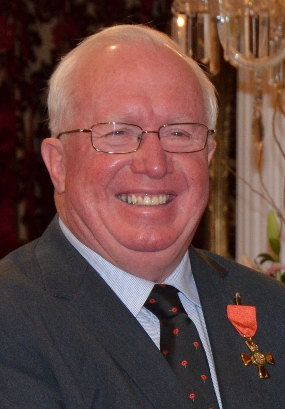
Christopher Pugsley (2015)

Christopher Pugsley (ur. 1947) — nowozelandzki pisarz, historyk, były oficer armii nowozelandzkiej. Używa pseudonimów Chris Pugsley i Christopher Pugsley. Studiował na Uniwersytecie Wiktorii w Wellington.

## Twórczość
- Pugsley, C. & Holdsworth, A; Sandhurst: A Tradition of Leadership (2005: Third Millennium) ISBN 978-1903942390
- Pugsley, C. Operation Cobra (Battle Zone Normandy) (2004: Sutton) ISBN 978-0750930154
- Pugsley, C. From Emergency to Confrontation: The New Zealand Armed Forces in Malaya and Borneo 1949-1966 (2003: OUP Australia and New Zealand) ISBN 978-0195584530
- Pugsley, C. The Anzac Experience: New Zealand, Australia and Empire in the First World War (2001: Reed New Zealand) ISBN 978-0790009414
- Pugsley, C. Anzac: The New Zealanders at Gallipoli (2000: Reed New Zealand) ISBN 978-1869488383
- Pugsley, C. & Moses, J. The German Empire and Britain's Pacific Dominions (2000: Regina) ISBN 978-1930053007
- Pugsley, C. The Anzacs at Gallipoli: A Story for Anzac Day (1999: Reed New Zealand) ISBN 978-1869488154
- Pugsley, C. Gallipoli: the New Zealand Story (1998: Reed New Zealand) ISBN 978-0790005850
- Pugsley, C. Scars on the heart: Two centuries of New Zealand at war (1996: Auckland Museum) ISBN 978-1869533014
- Pugsley, C. Te Hokowhitu a Tu: the Maori Pioneer Battalion in the First World War (1995: Reed New Zealand) ISBN 978-0790004396
- Pugsley, C. On the Fringes of Hell (1991: Hodder & Stoughton) ISBN 978-0340533215